# Трофейне полювання

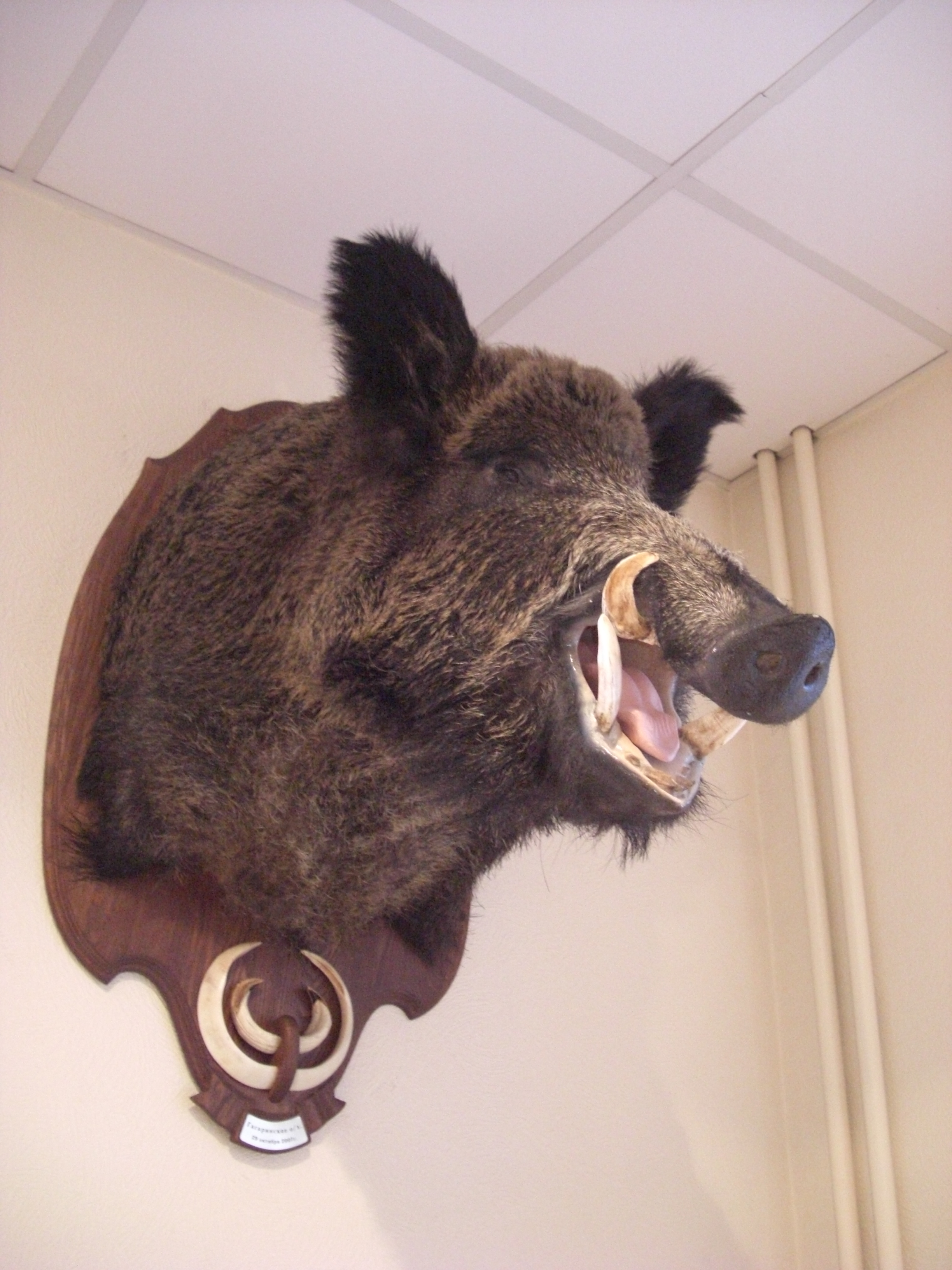
Голова кабана як трофей

Трофейне полювання — вид спортивного полювання, коли метою здобуття мисливської тварини є придбання трофея — великих рогів, шкури, голови тварини.
Трофейне полювання є дуже розвинене в бідних країнах Африки та Азії, де відбувається масовий продаж диких тварин, в основному копитних і великих хижаків, під рушниці багатих іноземних мисливців.

## Екологічні проблеми трофейного полювання
При трофейному полюванні відстрілюються найбільші, красиві чоловічі особини. Все це погіршує генофонд мисливських тварин. Відомий американський еколог і мисливствознавець О. Леопольд писав з цього приводу: «Любитель трофеїв рубає сук, на якому сидить». Професор, доктор біологічних наук А. Нікольський вважає, що «діючи вибірково, мисливці неминуче зменшують генетичну різноманітність популяції». Доктор біологічних наук А. Данілкін повідомляє, що «масовий відстріл найкращих самців-плідників завдає непоправної шкоди генофонду видів, особливо оленячих, самці яких мають максимально розвинені роги в середньому, найбільш продуктивному віці. Деградація популяцій у місцях інтенсивного, трофейного полювання очевидна». Через постійне полювання на кабаргу в Сибіру у неї відбувається зменшення мускусній залози. Якщо в 2000 р. вона в середньому важила 26 г, то в 2005 р. — 20 г. За даними зоолога Е. Кошкарева, чисельність трофейних самців архара в Киргизії з 1997 р. по 2001 р. через трофейне полювання знизилася в 12-18 разів. За даними А. Данилкіна, на Памірі через трофейне полювання частка молодих самців баранів в угрупованнях збільшилася з 29-39 % до 55 %. За даними американського еколога К. Дарімонта, в канадській провінції Альберта за останні 30 років, через трофейне полювання, самці баранів поменшали на 20 %, зменшився і розмір їхніх рогів. Трофейне полювання на зубрів, яке під прикриттям "селекційного відстрілу " велося легально в Україні з середини 1990- х років по 2007 р., призвело до скорочення чисельності української популяції зубрів з 720 голів у 1991 р. до 200 голів в 2013 р., а також до зміщення статевої структури популяції в бік самок.

## Етичні проблеми трофейного полювання
Вбивство диких тварин заради колекціонування їхніх рогів і шкір навряд чи може бути визнано моральним, оскільки знижує цінність життя, пропагує негуманне ставлення до тварин, порушує права тварин на життя і свободу без морально обґрунтованої на те аргументації.

## Правові проблеми трофейного полювання
Заради трофейного полювання для багатих людей нерідко порушується природоохоронне законодавство, і під постріл трофейних мисливців державою пропонуються види, занесені в національні Червоні книги. Так, з середини 1990- х років по 2007 р. в Україні велося трофейне полювання на зубрів, в країнах Середньої Азії ведеться легальне полювання на червонокнижних копитних, що в кінцевому підсумку веде до практично повного знищення рідкісних видів заради задоволення багатих мисливців за трофеями.